# Liste von Untertagedeponien

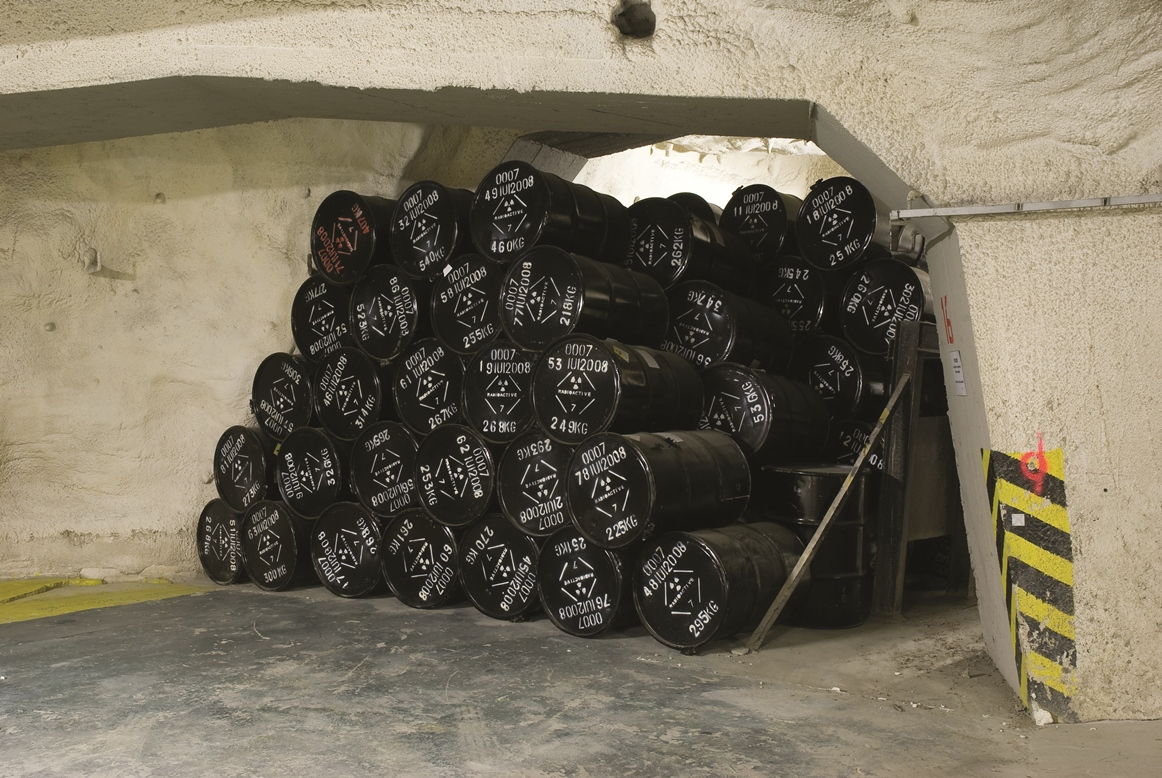
Fässer im Endlager Richard bei Litoměřice in Tschechien

Die Liste von Untertagedeponien umfasst stillgelegte, in Betrieb genommene und in Bau befindliche untertägige Deponien für giftige und radioaktive Materialien weltweit. Sie erhebt keinen Anspruch auf Vollständigkeit.

## Liste

### Australien
| Name        | Ort                                       | Beschreibung                                                                                      | Bild |
| ----------- | ----------------------------------------- | ------------------------------------------------------------------------------------------------- | ---- |
| Radium Hill | 110 Kilometer südwestlich von Broken Hill | Schwach radioaktive Abfälle in ehemaligem Uranbergwerk, die von 1981 bis 1998 eingelagert wurden. |      |

### Deutschland
1994 wurden laut „Länderarbeitsgemeinschaft Abfall“ rund zwei Millionen Tonnen „bergbaufremder Rückstände“ in bundesweit 27 Bergwerken deponiert.

#### Baden-Württemberg
| Name                        | Ort       | Beschreibung | Bild |
| --------------------------- | --------- | --- | ---- |
| Steinsalzbergwerk Heilbronn | Heilbronn | Betreiber sind die Südwestdeutsche Salzwerke. Seit 1987 werden jährlich 800.000 Tonnen Sondermüll toxische Materialien eingelagert. 2.292 Tonnen radioaktiv strahlender Müll. |      |

#### Hessen
| Name                           | Ort      | Beschreibung | Bild |
| ------------------------------ | -------- | --- | ---- |
| Untertagedeponie Herfa-Neurode | Heringen | Industrieabfälle aus Europa und den USA, darunter Arsenfässer, quecksilberbelastete Erde, Aluminium-Filterstäube. Insgesamt rund 2,7 Millionen Tonnen mit Stand 2019. |      |

#### Niedersachsen
| Name                                   | Ort          | Beschreibung | Bild |
| -------------------------------------- | ------------ | --- | ---- |
| Schachtanlage Asse                     | Wolfenbüttel | Einlagerung radioaktiver Materialien von 1965 bis 1978. Die Bergung der 126.000 Fässer wird mehrere Milliarden Euro kosten. |      |
| Erkundungsbergwerk Gorleben            | Gorleben     | Diente nur der Erkundung, ob die Lagerung radioaktive Stoffe sicher wäre.                                                   |      |
| Schacht Konrad                         | Salzgitter   | Für radioaktive Stoffe projektiert.                                                                                         |      |
| Kaliwerk Thiederhall                   | Salzgitter   | Einlagerung von flüssigen Produktionsabfällen von Volkswagen von 1975 bis 1990.                                             |      |
| Kali- und Steinsalzbergwerk Mariaglück | Eschede      | Toxische Substanzen, radioaktive Substanzen.                                                                                |      |

#### Nordrhein-Westfalen
Zwischen der Mitte der 1980er Jahre und 2006 wurden rund 1,6 Mio. Tonnen industrielle Abfälle untertägig in 11 Steinkohlenbergwerken des Ruhrgebietes eingebracht. Der B.U.N.D. kritisiert die Risiken: „Neben Rückständen aus Steinkohlenfeuerungsanlagen wurden insbesondere hochgiftige Filterstäube und Rauchgasreinigungsrückstände aus Hausmüllverbrennungsanlagen, Filterstäube aus Klärschlammverbrennungsanlagen, Gießereialtsande und Strahlmittelrückstände eingesetzt. (...) Der BUND äußerte schon in den 1990er Jahren erhebliche Zweifel an der Langzeitsicherheit des Bergversatzes. Dies auch, weil damals keine objektives und transparentes Prüf- und Genehmigungsverfahren garantiert war. (...) Immerhin erreichte der BUND, dass 2002 von Umweltminister Jürgen Trittin die Bergversatzverordnung erlassen wurde. Danach wurden keine neuen Genehmigungen mehr erteilt.“
| Name                                | Ort            | Beschreibung                                                       | Bild                                                |
| ----------------------------------- | -------------- | ------------------------------------------------------------------ | --------------------------------------------------- |
| Zeche Haus Aden/Zeche Monopol       | Bergkamen      | Von 1992 bis 1998. Sondermüll und andere bergbaufremde Reststoffe. | Zeche Haus Aden, Fördergerüst inzwischen abgerissen |
| Zeche Hugo/Zeche Consolidation      | Gelsenkirchen  | [ 12 ] [ 11 ]                                                      |                                                     |
| Zeche Ewald/Zeche Schlägel & Eisen  | Herten         | [ 12 ] [ 11 ]                                                      |                                                     |
| Bergwerk Lippe                      | Dorsten        | [ 12 ] [ 11 ]                                                      |                                                     |
| Bergwerk Fürst Leopold/Zeche Wulfen | Dorsten        | [ 12 ] [ 11 ]                                                      |                                                     |
| Zeche Auguste Victoria              | Marl           | [ 12 ] [ 11 ]                                                      |                                                     |
| Bergwerk Walsum                     | Duisburg       | [ 12 ] [ 11 ]                                                      |                                                     |
| Grube Emil Mayrisch                 | Alsdorf        | [ 12 ] [ 11 ]                                                      |                                                     |
| Zeche Friedrich Heinrich            | Kamp-Lintfort  | [ 12 ] [ 11 ]                                                      |                                                     |
| Bergwerk Blumenthal/Haard           | Recklinghausen | [ 12 ] [ 11 ]                                                      |                                                     |
| Bergwerk Lohberg-Osterfeld          | Oberhausen     | [ 12 ] [ 11 ]                                                      |                                                     |

#### Sachsen-Anhalt
| Name                                                      | Ort           | Beschreibung | Bild |
| --------------------------------------------------------- | ------------- | --- | ---- |
| Steinsalzbergwerk Bernburg                                | Bernburg      | Untertage-Verwertung durch die K+S. |      |
| Kaliwerk Teutschenthal                                    | Teutschenthal | Durch die GEIGER-Gruppe betriebenes Versatzbergwerk und Untertagedeponie für Stäube, Schlacken, Aschen, kontaminierte Böden, Schlämme und ähnliches. |      |
| Kaliwerk Zielitz                                          | Zielitz       | Untertage-Verwertung durch die K+S. |      |
| Endlager Morsleben (Kali- und Steinsalzwerk Bartensleben) | Bartensleben  | Von 1978 bis 1991 sowie von 1994 bis 1998 wurde schwach- und mittelaktiv radioaktiver Abfall eingelagert.                                            |      |

#### Thüringen
| Name                            | Ort           | Beschreibung                                                | Bild |
| ------------------------------- | ------------- | ----------------------------------------------------------- | ---- |
| Kaliwerk Glückauf Sondershausen | Sondershausen | Das Bergwerk dient der Entsorgung industrieller Reststoffe. |      |
| Kaliwerk Bleicherode            | Bleicherode   | Unter anderem Beizmittel 1980.                              |      |

### Finnland
| Name               | Ort               | Beschreibung                                   |
| ------------------ | ----------------- | ---------------------------------------------- |
| Endlager Loviisa   | Loviisa, Finnland | Radioaktive Abfälle. Seit Mai 1997 in Betrieb. |
| Endlager Olkiluoto | Eurajoki          | In Bau, für radioaktive Abfälle                |

### Frankreich
| Name          | Ort                     | Beschreibung                            |
| ------------- | ----------------------- | --------------------------------------- |
| Endlager Bure | Bure, Département Meuse | In Bau. Für radioaktive Abfälle.        |
| Stocamine     | Elsass                  | Seit 2003 geschlossen, Industrieabfälle |

### Schweden
| Name         | Ort       | Beschreibung                    |
| ------------ | --------- | ------------------------------- |
| SFR Forsmark | Östhammar | Radioaktive Abfälle, seit 1988. |

### Tschechien
| Name               | Ort        | Beschreibung                                                     |
| ------------------ | ---------- | ---------------------------------------------------------------- |
| Endlager Bratrství | Jáchymov   | institutionelle Abfälle mit natürlichen Radionukliden; seit 1974 |
| Endlager Richard   | Litoměřice | institutionelle Abfälle mit künstlichen Radionukliden; seit 1964 |

### Vereinigte Staaten von Amerika
| Name                        | Ort                  | Beschreibung | Bild |
| --------------------------- | -------------------- | --- | ---- |
| Waste Isolation Pilot Plant | Carlsbad, New Mexico | In Betrieb seit 1999. Deponie in 650 m Tiefe. Radioaktive Abfälle aus neun mit militärischen Aufgaben befassten US-Anlagen (Rocky Flats, Los Alamos National Laboratory, Idaho National Laboratory, Hanford Site u. a.). |      |